# Adriaan Morriën

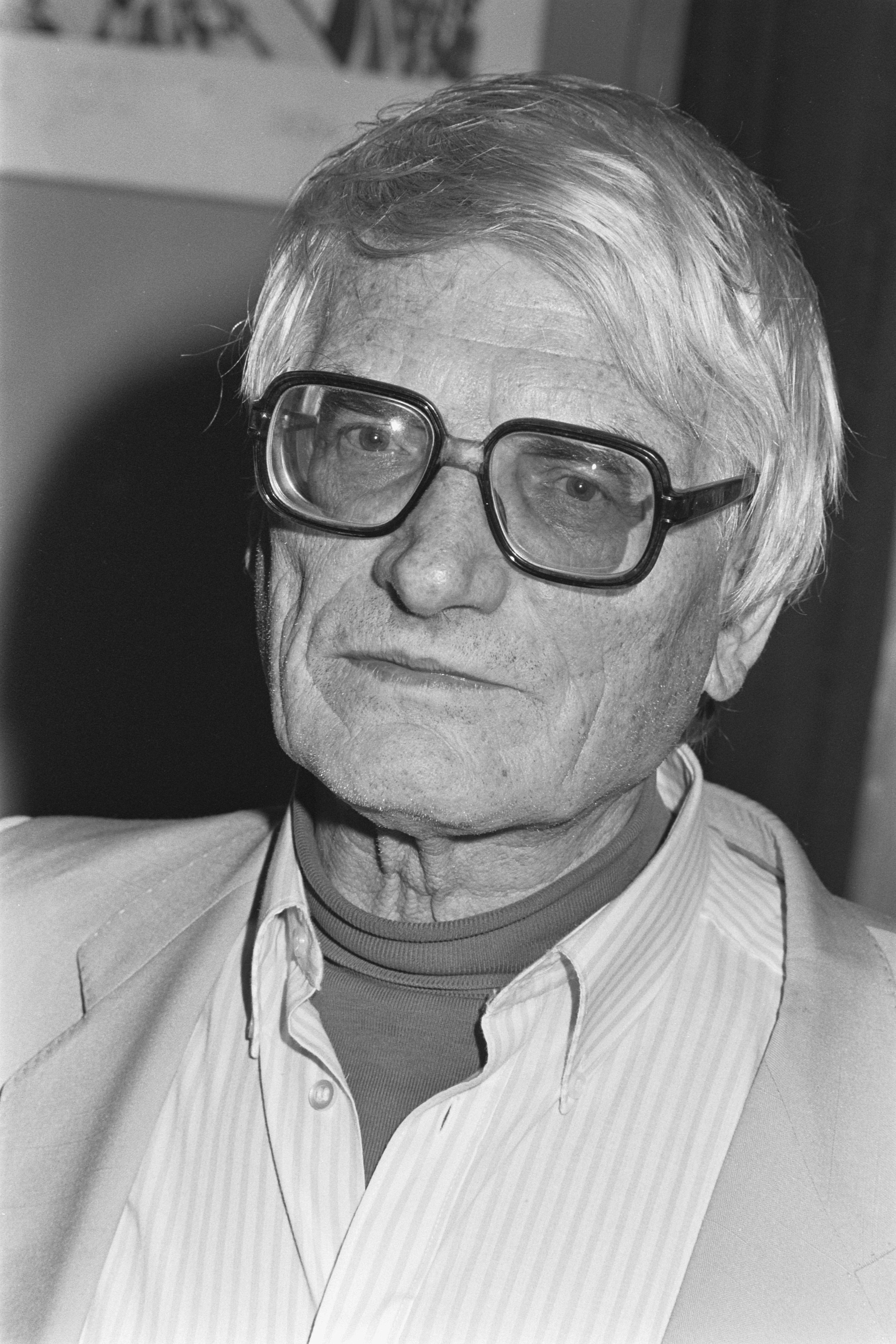
Adriaan Morriën (1987)

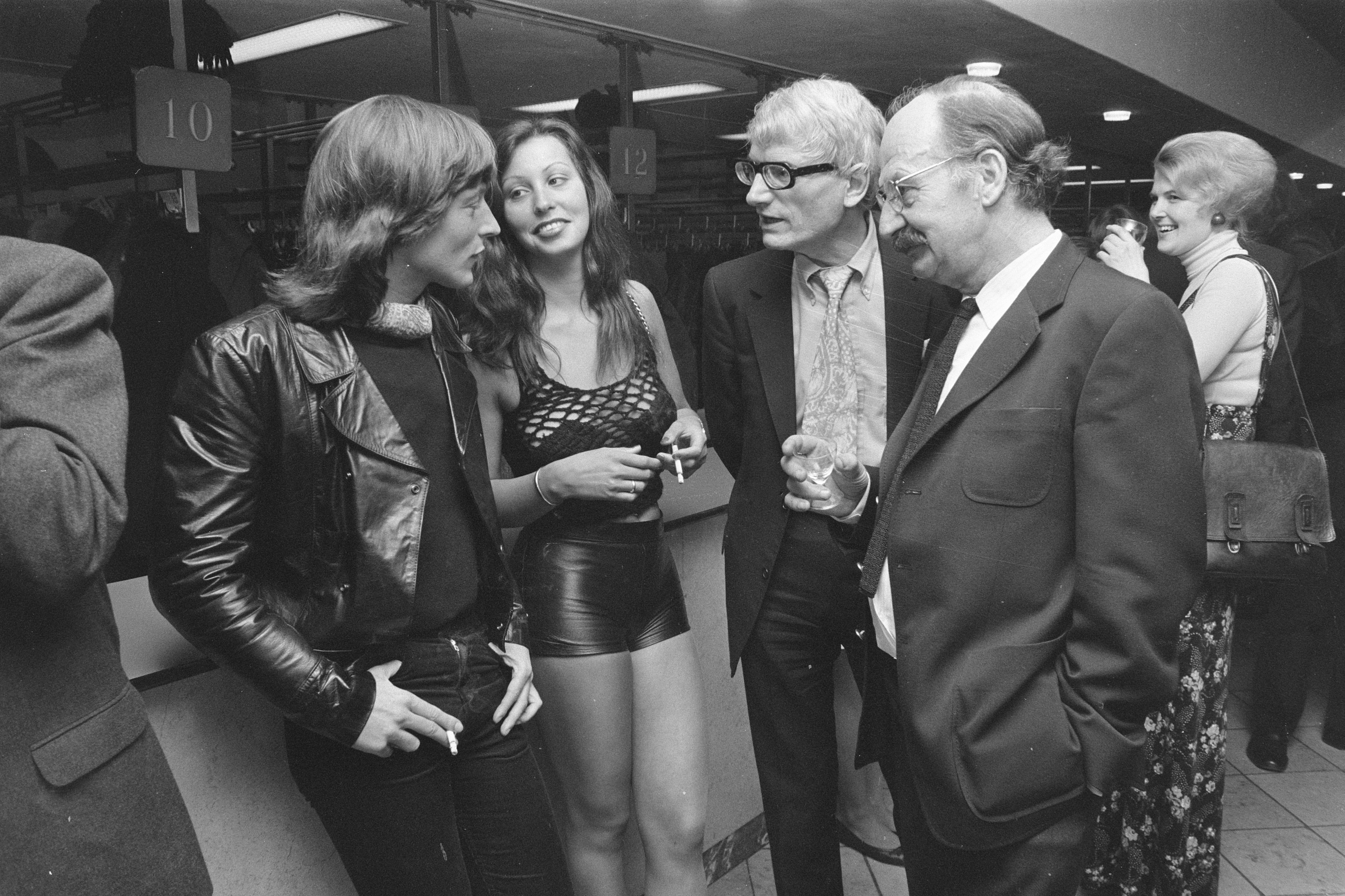
Theo Kars, Karin B., Adriaan Morriën und Metten Koornstra (1972)

Adriaan Morriën (* 5. Juni 1912 in Velsen; † 7. Juni 2002 in Amsterdam) war ein niederländischer Lyriker, Erzähler, Essayist und Literaturkritiker.

## Werk
Adriaan Morriën trat zuerst als Lyriker in Erscheinung. 1939 veröffentlichte er seinen ersten Gedichtband Hartslag. Seine Lyrik behandelte anfangs das Verhältnis zwischen den Geschlechtern sowie Eltern und Kindern. Später traten Themen wie „Erotik, Angst und Macht“ hinzu. Nach dem Zweiten Weltkrieg war Morriën als Übersetzer aus dem Deutschen und Französischen sowie als Essayist und Literaturkritiker tätig. Er war Chefredakteur der Zeitschrift Literair Paspoort. 1954 verfasste er gemeinsam mit Jacques den Haan und Charles Boost das niederländische Boekenweekgeschenk Goed geboekt.
In deutscher Übersetzung wurde er besonders in den 1950er und frühen 1960er Jahren gelesen. Zu dieser Zeit wurde die niederländische Literatur beim deutschsprachigen Publikum weitgehend mit den humoristischen Erzählungen Morriëns, Simon Carmiggelts und Godfried Bomans’ gleichgesetzt.
1949 stieß Morriën zur noch jungen Gruppe 47, wo er in der Anfangszeit zu einem der populärsten Autoren avancierte. So urteilte Albrecht Knaus, seine Lesung von Ein unordentlicher Mensch war „[d]er dramatische Höhepunkt der Tagung“ 1950 in Inzigkofen und Morriën „ein Humorist von so hohen Gnaden“, der die Zuhörer „völlig in den Bann“ schlug. 1954 gewann Morriën für seine Satire Zu große Gastlichkeit verjagt die Gäste als einziger nicht deutschsprachiger Autor den Preis der Gruppe 47, was Armin Eichholz zum Anlass nahm, den Holländer zu charakterisieren: „er ist ein literarischer Globetrotter, fürchterlich nachlässig in der Pflege seiner Beziehungen, versponnen und von gemütlichem Humor; er hat als einziger der Gruppe etwas von dem romantischen Charme, den das Publikum merkwürdigerweise immer noch von einem richtigen Dichter erwartet.“ Morriën äußerte sich über den Preis: „Dass ich den Preis erhalten habe, hat mich besonders überrascht. Ich hatte nicht das Gefühl, dass ich literarisch besser war als die anderen, es war eher ein Zeichen der Dankbarkeit. Man sah mich als einen jener wenigen Ausländer, die Deutschland nicht mit Schadenfreude betrachteten und die sich nicht auf Kosten Deutschlands bereichern wollten.“
1957 sah Arnold Bauer in Morriën einen „modernen Märchenerzähler“, dem die Gruppe 47 gemeinsam das Lob zollte: „Seien wir froh, daß wir ihn haben.“ Mit Beginn der 1960er Jahre nahm Morriëns Erfolg in deutscher Sprache allerdings ab. Bei der Tagung der Gruppe 47 in Aschaffenburg 1960 wurde sein Text „von Richters Scharfrichtern in aller Kürze abgeurteilt“. In Folge geriet seine Literatur in deutscher Sprache weitgehend in Vergessenheit. Rolf Schneider urteilte 1969, dass die Vergabe des Preises der Gruppe 47 an Morriën „von heute her etwas merkwürdig“ anmute.
In niederländischer Sprache veröffentlichte Morriën jedoch neben seiner journalistischen Tätigkeit weiterhin Lyrik und Prosa und wurde für seine Gedichte und Übersetzungen (unter anderem von Heinrich Böll, Erich Kästner, Sigmund Freud, Albert Camus und Guy de Maupassant) mit Preisen ausgezeichnet.

## Veröffentlichungen (auf Deutsch)
- 1955 – Ein unordentlicher Mensch. Erzählungen. Übersetzt von Georg Goyert
- 1957 – Alissa und Adrienne oder Die Erziehung der Eltern. Prosa
- 1957 – Ein besonders schönes Bein und andere Mitteilungen aus der Anatomie des Alltags. Prosa
- 1960 – Lass dir Zeit. Gedichte / Kurzgeschichten

## Auszeichnungen
- 1954 – Preis der Gruppe 47
- 1962 – Martinus Nijhoff-prijs für Übersetzungen aus dem Französischen
- 1988 – Herman Gorterprijs für Oogappel